# Aldo Calamarà
Aldo Calamarà (* vor 1953) ist ein italienischer Filmproduzent.
Calamarà produzierte zwischen 1953 und 1965 eine Handvoll Filme, darunter 1961 Ugo Tognazzis Debüt Il mantenuto. Als Ko-Regisseur war er, ebenfalls 1953, für den in Brasilien entstandenen Dokumentarfilm I misteri del Mato Grosso verantwortlich. 1972 wurde ein Drehbuch Calamarás verfilmt.

## Filmografie (Auswahl)
- 1953: Yalis, la vergine del Roncador
- 1953: I misteri del Mato Grosso (auch Regie) (Dokumentarfilm)
- 1961: Die Nächste bitte! (Il mantenuto)
- 1965: Raumkreuzer Hydra – Duell im All (2+5: Missione Hydra)